# Luis Lazarus
Luis-Vicențiu Lazarus (ur. 12 marca 1967 w Turnu Severin jako Vasile Țuțurigă) – rumuński dziennikarz, menedżer branży medialnej i polityk, poseł do Parlamentu Europejskiego X kadencji.

## Życiorys
Ukończył liceum przemysłowe w Konstancy. Służył w marynarce wojennej, następnie pracował we flocie handlowej. Później zajął się dziennikarstwem, po przemianach politycznych założył i kierował lokalną gazetą w Konstancy. Na Uniwersytecie Bukareszteńskim uzyskał magisterium z filozofii kultury (2001) oraz dziennikarstwa i nauk o komunikacji (2002). Był dyrektorem ds. reklamy, producentem i reżyserem programów w należącej do Dana Diaconescu stacji OTV. Zajmował się także dziennikarstwem śledczym. Od 2010 był właścicielem telewizji Zeus TV. Później współpracował z innymi stacjami, w tym Pro TV i Anteną 1. Był też realizatorem programów w B1 TV.
W wyborach w 2024 z ramienia ugrupowania SOS Rumunia uzyskał mandat posła do Parlamentu Europejskiego X kadencji.